# 안중근 (축구 선수)
{{축구 선수 정보
|이름=안중근
로마자 표기=Ahn Joong-geun
|출생일=1993년 7월 24일(31세)
|출생지=대한민국
|키=175cm
|포지션=공격수
|현 소속팀=
|등번호=
|청소년 클럽 연도=2009-2011
2012
2013-2015
|청소년 클럽=청주대성고등학교
경기항공고등학교
디지털서울문화예술대학교
|클럽 연도=2016 
 2017
2018
|클럽=FK 보켈리
 강원 FC
포천시민축구단